# باول فون برانز
باول فون برانز (بالألمانية: Paul von Bruns)‏ هو جراح وأستاذ جامعي ألماني، ولد في 2 يوليو 1846 في توبينغن في ألمانيا، وتوفي بنفس المكان في 2 يونيو 1916.